# Marjorie Estiano
Marjorie Dias de Oliveira (født 8. marts 1982 i Curitiba, Brasilien) er en brasiliansk sangerinde og skuespiller.

## Filmografi
- 2003: Malhação ... Fabiana[1]
- 2004 - 2005: Malhação ... Natasha Ferreira[2][3]
- 2006: Páginas da Vida ... Marina Andrade Rangel[4]
- 2006: Sob Nova Direção ... Nely Li[5]
- 2007: Duas Caras ... Maria Paula Fonseca do Nascimento[6]

- 2009: Caminho das Índias ... Tônia (Antônia Cavinato)[10][11][12]
- 2010: S.O.S. Emergência ... Flávia Menezes[13]
- 2011: Amor em Quatro Atos ... Letícia[14]
- 2011: Cine Conhecimento ... -[15]
- 2011: Malu de Bicicleta ... Sueli[16]
- 2011: A Vida da Gente ... Manuela Fonseca[17][18][19][20]
- 2012: Apneia ... Giovanna[21]
- 2012: Lado a Lado ... Laura Assunção[22] [23][24]
- 2013: O Tempo e o Vento ... Bibiana[25]

## Diskografi
- 2005: Marjorie Estiano[26]
- 2007: Flores, Amores e Bla, blá, blá[27]
- 2013: Pre-production

### DVD
- 2005: Marjorie Estiano e Banda ao Vivo[28]

## Teater
- 1999: "Clarisse"
- 2002 - 2003: ""Beijos, Escolhas e Bolhas de Sabão"
- 2003: "Barbara não lhe Adora"
- 2009 - 2010: "Corte Seco"
- 2011: "Inverno da Luz Vermelha"
- 2012 - 2013: O Desaparecimento do Elefante[29][30]